# Plagiogramma lucens
Plagiogramma lucens är en skalbaggsart som först beskrevs av Sylvain Auguste de Marseul 1854.  Plagiogramma lucens ingår i släktet Plagiogramma och familjen stumpbaggar. Inga underarter finns listade i Catalogue of Life.